# Edward Heath
Sir Edward Richard George Heath, spesso noto come Ted Heath (Broadstairs, 9 luglio 1916 – Salisbury, 17 luglio 2005), è stato un politico e militare britannico.
È stato primo ministro del Regno Unito dal 19 giugno 1970 al 4 marzo 1974 e leader del Partito Conservatore dal 1965 al 1975.
Nato da un carpentiere e da una cameriera, Heath ha studiato in una grammar school ed è diventato un leader all'interno della politica studentesca mentre studiava all'Università di Oxford. Ha servito come ufficiale nella Royal Artillery durante la seconda guerra mondiale. Ha lavorato brevemente nel servizio civile, ma si è dimesso per candidarsi al Parlamento ed è stato eletto per Bexley alle elezioni del 1950. È stato promosso a chief whip da Anthony Eden nel 1955 e nel 1959 è stato nominato ministro del lavoro da Harold Macmillan. In seguito ha ricoperto il ruolo di Lord del sigillo privato e nel 1963 è stato nominato Presidente del Consiglio del commercio da Alec Douglas-Home. Dopo che i conservatori furono sconfitti alle elezioni del 1964, Heath fu eletto leader del Partito Conservatore nel 1965, diventando leader dell'opposizione. Sebbene abbia portato i conservatori a una sconfitta schiacciante alle elezioni del 1966, è rimasto al comando e alle elezioni del 1970 ha portato il suo partito a una vittoria inaspettata.
Durante il suo periodo come primo ministro, Heath ha supervisionato la decimalizzazione della moneta britannica nel 1971 e nel 1972 ha guidato la riforma del governo locale del Regno Unito, riducendo significativamente il numero di autorità locali e creando una serie di nuove contee metropolitane, in gran parte che rimangono fino ad oggi. Forse il risultato più importante di Heath arrivò nel 1973, quando guidò il Regno Unito a far parte delle Comunità europee (che in seguito sarebbero diventate l'Unione europea) come stato membro. Heath era sempre stato un forte sostenitore dell'adesione britannica alla CE, e dopo aver vinto il voto decisivo alla Camera dei comuni per 356 a 244 per aderire, ha guidato i negoziati che sono culminati con l'ingresso del Regno Unito nella CE il 1 gennaio 1973. Secondo il biografo John Campbell, Heath considerava questa la sua personale "ora migliore".
Il periodo di Heath come primo ministro coincise anche con l'apice dei Troubles in Irlanda del Nord, con la sua approvazione dell'internamento senza processo e la successiva sospensione del Parlamento di Stormont che vide l'imposizione del dominio britannico diretto. I colloqui non ufficiali con i delegati della Provisional Irish Republican Army non ebbero successo, così come l'accordo di Sunningdale del 1973, che portò i parlamentari del Partito Unionista dell'Ulster a ritirarsi da chef whip conservatore. Heath ha anche cercato di riformare il sindacalismo britannico con l'Industrial Relations Act, e sperava di deregolamentare l'economia e di effettuare un trasferimento dalla tassazione diretta a quella indiretta. Tuttavia, uno sciopero dei minatori all'inizio del 1974 danneggiò gravemente il governo, causando l'attuazione della settimana dei tre giorni per risparmiare energia. Nel tentativo di risolvere la situazione, Heath indisse le elezioni per il febbraio 1974, tentando di ottenere un mandato per far fronte alle richieste salariali dei minatori, ma ciò provocò invece un parlamento sospeso, con i conservatori che perdevano la maggioranza. Nonostante abbia ottenuto meno voti, il Partito Laburista ha ottenuto altri quattro seggi e Heath si è dimesso da Primo ministro il 4 marzo dopo che i colloqui con il Partito Liberale per formare un governo di coalizione non hanno avuto successo.
Dopo aver perso una seconda elezione consecutiva nell'ottobre 1974, Heath ha insistito sul fatto che avrebbe continuato come leader, ma nel gennaio 1975 Margaret Thatcher annunciò che avrebbe sfidato Heath per la leadership e il 4 febbraio lo superò di poco al primo turno. Heath ha scelto di dimettersi dalla leadership piuttosto che contestare il secondo turno. Heath è tornato come backbencher, dove sarebbe rimasto fino al 2001. Nel 1975, ha svolto un ruolo importante nel referendum sull'adesione del Regno Unito alla CE, facendo una campagna per il successo finale del "Sì" per rimanere nella Comunità. In seguito sarebbe diventato un aspro critico della Thatcher durante il suo periodo come primo ministro, parlando e scrivendo contro le politiche del thatcherismo. Dopo le elezioni del 1992, è diventato padre della Camera, fino al suo pensionamento nel 2001. È morto nel 2005, all'età di 89 anni. È uno dei quattro primi ministri britannici a non essersi mai sposato. È stato descritto come "il primo meritocrate della classe operaia" a diventare leader conservatore nella "storia moderna del partito" e "un conservatore di una nazione nella tradizione Disraeliana che ha rifiutato il capitalismo laissez-faire che la Thatcher avrebbe approvato con entusiasmo".

## Biografia
Heath nacque da una famiglia di modesta estrazione sociale; la madre era cameriera e il padre carpentiere; quest'ultimo, comunque, divenne un piccolo imprenditore di successo. Studiò al Balliol College di Oxford, dove si distinse come talentuoso suonatore d'organo e nel 1939 si laureò in filosofia, politica ed economia (un corso di laurea interdisciplinare). In quel periodo divenne attivo in politica e nel 1937 fu eletto presidente dell'Associazione conservatrice dell'Università di Oxford. In un periodo in cui la politica estera era al centro del dibattito, criticò fortemente la politica di appeasement del governo Chamberlain e riguardo alla Guerra civile spagnola si schierò con la repubblica e contro Francisco Franco. Durante la seconda guerra mondiale servì nell'Artiglieria. Fino al 1950 lavorò prima come giornalista e poi come apprendista presso una banca.

## Carriera politica

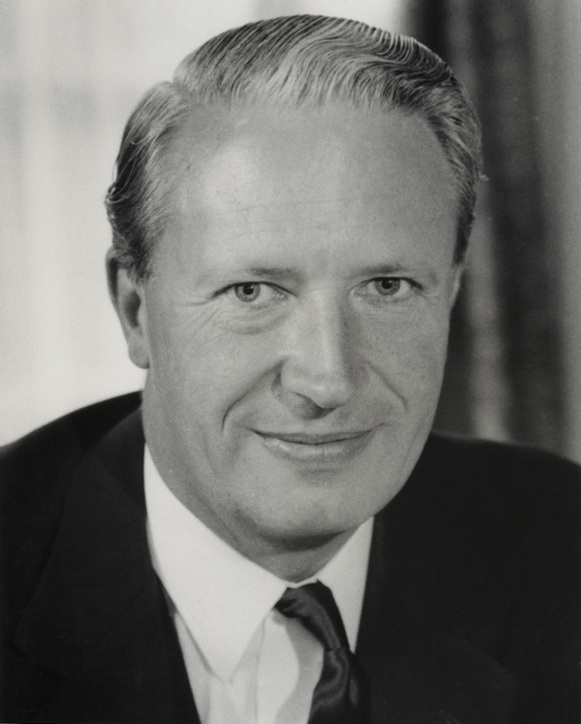
Heath nel 1960

Nel 1950 fu eletto alla Camera dei Comuni per la contea di Bexley; un anno dopo fu voluto da Churchill all'interno dell'ufficio del capogruppo parlamentare. Nel 1959 divenne Ministro del Lavoro; in seguito divenne responsabile per i negoziati riguardo all'entrata della Gran Bretagna nella Comunità economica europea. Nel 1965 divenne il più giovane leader del Partito Conservatore, mantenendo la carica anche dopo la sconfitta alle elezioni del 1966.

### Primo ministro britannico
Heath divenne Primo ministro dopo la vittoria alle elezioni del 1970. Il suo programma economico prevedeva misure monetariste e orientate al libero mercato per risolvere i problemi di disoccupazione e inflazione della Gran Bretagna, ma rimase in larga parte irrealizzato. Tentò di riformare le Trade Unions, che erano state il principale ostacolo alle riforme sotto i governi precedenti, ma questi tentativi si tradussero solo in un'inconcludente battaglia politica.
Riguardo alla spesa pubblica il governo fece poco per ridurre le spese di welfare. In seguito promosse due riforme non da tutti apprezzate: cambiò i confini delle contee inglesi e introdusse la decimalizzazione della moneta.
In politica estera, sotto il suo governo il Regno unito entrò nella CEE e le Nazioni Unite riconobbero ufficialmente la Repubblica Popolare Cinese(1973), restando in buone relazioni con il regime di Taiwan.

#### La questione nordirlandese
Heath governò nel periodo più violento nella storia dell'Irlanda del Nord; durante il suo mandato avvenne il cosiddetto Bloody Sunday, quando quattordici persone disarmate vennero uccise da soldati britannici durante una marcia illegale a Derry. Nel 1972 favorì dei colloqui con una delegazione dell'IRA; dopo il fallimento di questi ultimi spinse per un accordo tra i partiti nord-irlandesi. La rottura con gli unionisti, che tolsero il loro sostegno al governo, fu una delle cause della successiva sconfitta elettorale. Nel dicembre 1974 l'IRA fece esplodere una bomba nella sua casa a Belgravia, ma nessuno venne ferito.

#### La caduta
Cercando di rafforzare il suo governo Heath convocò delle elezioni generali del febbraio 1974; anche se i conservatori ebbero la maggioranza dei voti, il Labour ottenne 2 seggi in più, pur non arrivando alla maggioranza assoluta. Dopo il fallimento dei tentativi di costituire una coalizione con i liberali Heath si dimise da Primo ministro e Harold Wilson costituì un governo laburista di minoranza, confermato dalle elezioni dell'ottobre dello stesso anno. Heath propose senza successo la costituzione di un governo di unità nazionale.
Per Heath si posero problemi anche all'interno del Partito Conservatore; nonostante avesse un certo sostegno sia all'interno del partito sia nell'elettorato, molti attivisti spinsero per una sua sostituzione; vennero quindi cambiate le regole per l'elezione del segretario di partito (in quanto in esse si prevedeva solo l'elezione in caso di vacanza di carica). Anche se all'inizio non c'era nessun candidato credibile e sembrava probabile una riconferma di Heath, al secondo turno di votazioni si candidò anche Margaret Thatcher; con il primo voto Heath, sconfitto, si dimise per favorire l'elezione di un suo candidato; con il secondo voto Thatcher vinse nettamente e il 4 febbraio 1975 divenne segretario del Partito conservatore. Heath non ebbe più incarichi governativi.

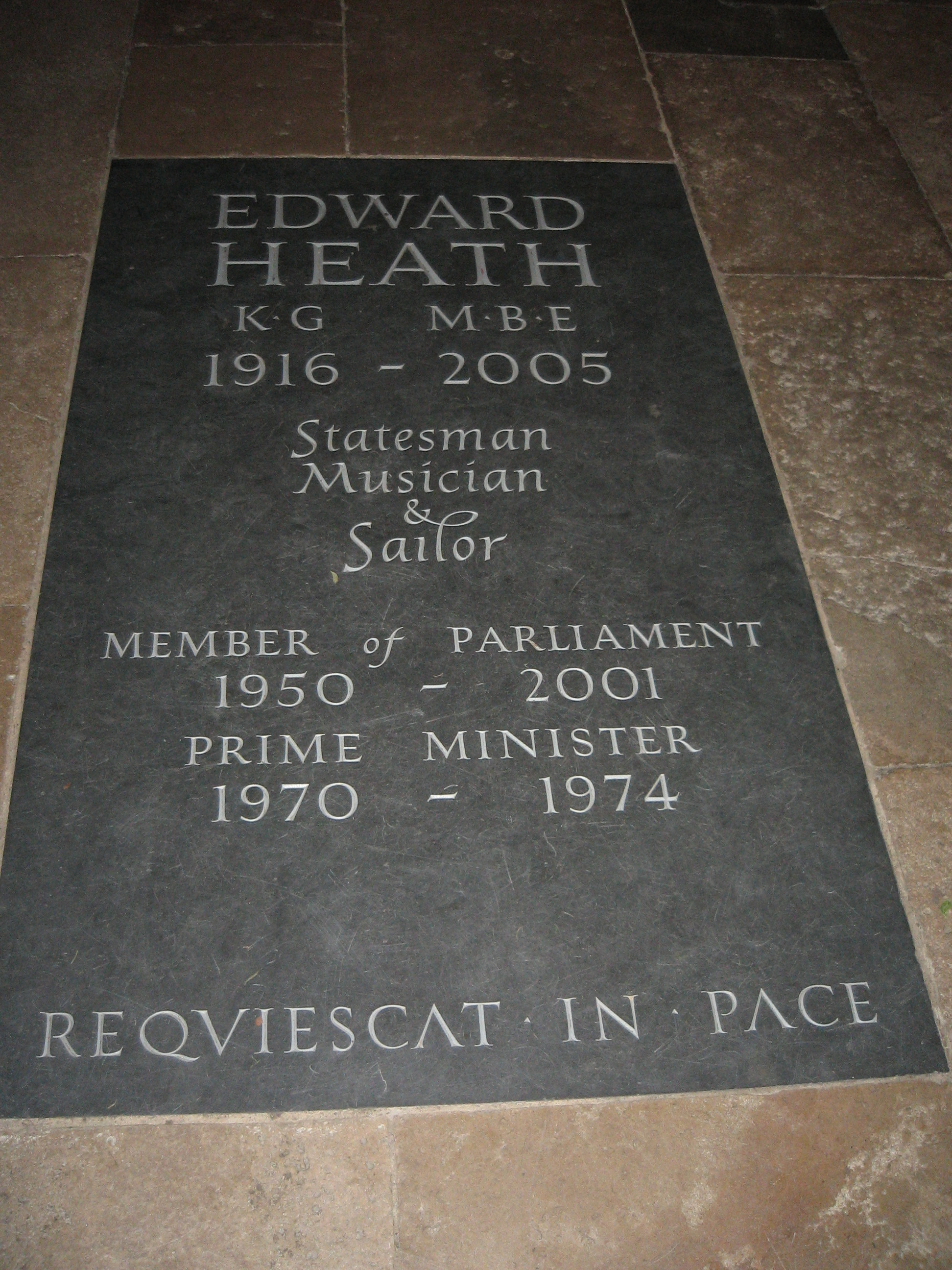
La tomba di Heath nella cattedrale di Salisbury

In seguito Heath rimase critico nei confronti del nuovo corso ideologico del suo partito, anche per il risentimento nei confronti di Thatcher per averlo sfidato e sostituito alla guida del partito; rimase attivo a livello internazionale. Alle elezioni del 2001 non si ricandidò; e pochi anni dopo (2005) morì per una polmonite. È sepolto nella cattedrale di Salisbury.

## Incarichi onorari e hobby
Quando è stato studente a Balliol College, Edward Heath ha ottenuto molto successo suonando l'organo.
Heath anche ha ottenuto molto successo dalla sua passione per la vela: nel 1969 ha vinto la regata Sydney-Hobart con il suo yacht Morning Cloud (S&S 34) a tempo calcolato. Nel 1971, durante il suo incarico di Primo ministro, ha gareggiato come skipper e proprietario del suo nuovo yacht Morning Cloud (S&S 42) nella famosa competizione velica Admiral's Cup, che ha vinto con il suo team Great Britain.
Dal 1977 al 1979 è stato membro della Commissione Nord-Sud.
Dopo il suo incarico come Primo ministro britannico, Sir Edward Heath ha anche diretto orchestre sinfoniche come la European Union Youth Orchestra.

## Vita privata
Heath era un appassionato velista; mantenne sempre vivo il suo interesse per la musica orchestrale, suonando l'organo e dirigendo un'orchestra; scrisse qualche libro, tra cui un'autobiografia. Non si sposò né ebbe mai una relazione pubblica; per questo alcuni sostengono che fosse omosessuale, ma non ci sono riscontri.

## Riconoscimenti
Heath ha ricevuto molte lauree honoris causa per il suo servizio nel Regno Unito e nel Commonwealth. Questi includono:
| Paese       | Data           | Scuola                           | Laurea                            |
| ----------- | -------------- | -------------------------------- | --------------------------------- |
| Inghilterra | 1971           | Università di Oxford             |                                   |
| Inghilterra | 19 luglio 1985 | Università del Kent              | Doctor of Laws (LL.D)             |
| Canada      | 7 giugno 1991  | Università di Calgary            | Doctor of Laws (LL.D)             |
| Inghilterra | 1994           | Goldsmiths, University of London | Honorary Fellowship               |
| Inghilterra | 21 giugno 1997 | Open University                  | Doctor of the University (D.Univ) |
| Galles      | 1998           | Università del Galles            | Doctor of Laws (LL.D)             |
| Inghilterra | 18 luglio 2001 | Università di Greenwich          | Doctor of Laws (LL.D)             |
| Inghilterra | —              | Royal College of Music           | Doctor of Music (D.Mus)           |
| Inghilterra | —              | Royal College of Organists       | Doctor of Music (D.Mus)           |

- Premio Carlo Magno 1963
- Medaglia della città di Parigi